# Ísis de Oliveira
Ísis de Oliveira (Nova Friburgo, 28 de julho de 1952) é uma atriz e ex-modelo brasileira.

## Biografia
Na década de 1980 fez parte do elenco de artistas dos programas de humor de Jô Soares. Trabalhou em várias novelas da Rede Globo, dentre as quais, destacam-se as participações em Sol de Verão, Roque Santeiro, O Outro, Que Rei Sou Eu? e Meu Bem, Meu Mal.
Célebre pela beleza física, foi por duas vezes capa da revista masculina de maior circulação no país, a Playboy em 1983 e 1991.
Foi capa de todas as revistas e editoriais de moda do país.
Em 1982 estrelou a novela Sol de Verão, como Beatriz, e revelou que a preferência do autor Manoel Carlos era que o papel fosse oferecido a Maitê Proença ou Bruna Lombardi, mas Roberto Talma e Boni apostaram nela. "Nas poucas aparições que eu tinha, o povo começou a ligar para o serviço de atendimento ao telespectador, pedindo para minha personagem aparecer mais. Com tanta pressão e pedido do público, Maneco se rendeu e a personagem cresceu muito.
Ísis de Oliveira foi apresentadora do programa "APLAUSO" da Rede Globo, dividindo o palco com Marília Gabriela, Zezé Mota, Tônia Carrero e Cristiane Torloni. O programa durou de 18 de março a 18 de outubro de 1983, e ia ao ar todas as sextas-feiras a noite.
Em 1987, na novela O Outro, fez o papel de mãe da personagem de Luma de Oliveira, irmã da atriz na vida real, interpretando Dodô, uma das protagonistas da trama de Aguinaldo Silva.
Participou do especial de Natal de Xuxa Meneghel na Globo, no ano de 1989, no qual foram convidados os melhores amigos de Xuxa que foram: Lucia Verissimo, Andrea Veiga, Dona Alda (mãe de Xuxa), Mauricio Sherman, entre outros.
Além de trabalhar por anos como atriz exclusivamente contratada da Rede Globo, fez novelas na TV Manchete e na Band.
Foi protagonista da peça teatral "Sauna", de Nell Dunn, enorme sucesso de público, dirigida por Wolf Maya que continha no elenco as atrizes Suzy Rêgo, Nicole Puzzi, Imara Reis, Eliana Fonseca e Liana Duval.
Na novela Meu Bem, Meu Mal encenou momentos hilários em parceria com Cássio Gabus Mendes, onde sua personagem dava aulas de etiqueta ao jovem, estando a cena que comem escargot até hoje disponível no site do Memória Globo, com grande número de acessos.
Em todas as entrevistas a atriz revela que quer muito fazer novos trabalhos: "O que o ator mais quer é estar trabalhando. A gente luta para estar trabalhando".
Possui até hoje grande popularidade em Portugal,país que possui muitos fãs e onde esteve em muitas ocasiões participando de programas televisivos da rede RTP.
Em 2020, época de muitas lives, Ísis foi a atriz mais solicitada pelos seguidores de um perfil dedicado à novelas na rede Instagram, sendo que a transmissão de sua entrevista ultrapassou os 500 mil espectadores, todos muito amáveis nos comentários e pedindo o retorno da musa à televisão.
Ultrapassou o número de 1 milhão de seguidores no Instagram, no ano de 2021, comprovando que possui um público que se interessa por ela. 
Em entrevista ao Portal Uol, ratificou mais uma vez que não há nem nunca houve qualquer briga com a Rede Globo, nem nenhum tipo de animosidade de qualquer das partes, tendo grandes amigos na emissora carioca entre produtores de elenco, diretores, atores e autores. Conta que o que houve na época foi um caso pontual com um diretor (Paulo Ubiratan), resolvido entre eles posteriormente e que inclusive ela fez várias participações especiais na emissora depois deste episódio. 
Empresta sua voz marcante também à narrações publicitárias e locuções para vídeos institucionais de empresas privadas. Ela deixa claro a vontade de trabalhar como atriz, mas também informa que não está parada profissionalmente.
Informou também que na pandemia tem feito contato e amizade com jovens roteiristas e diretores, para quem tem manifestado a imensa vontade que tem de fazer novas participações em dramaturgia.

## Vida pessoal
Veio para o Rio de Janeiro e passou a trabalhar de secretária, até que uma amiga a convidou para ser uma das Garotas do Fantástico.
Foi casada de 1980 a 1987 com a cantora Simone, e foi a  "personal stylist" da cantora no período em que elas estiveram juntas. Segundo Ísis, foi ela quem sugeriu o sutiã meia-taça do LP de Simone de 1989 e o cabelo molhado em “Sedução" (de 88). Foi uma das primeiras atrizes de renome a assumir um romance com alguém do mesmo sexo, abrindo portas para muitos jovens para que pudessem amar quem quisessem.
Disse Ísis, sobre a união com a cantora: "Eu sabia que podia deixar aquela pessoa mais bonita e mais feminina".
Foi casada também com o economista Celso Barbosa Braga e com o ator e humorista Nelson Freitas.
Namorou por longo período o poeta e escritor Geraldo Carneiro. Manteve grande amizade com a apresentadora Xuxa e com o namorado da mesma na época, o piloto Ayrton Senna.
É grande amiga e confidente do ator Miguel Falabella a quem carinhosamente se chamam de "Lourinho" e "Lourinha"
Em 2014 se casou com egípcio Hazen Roshdi, um rapaz trinta e quatro anos mais jovem. O casamento civil foi realizada no Brasil, e a cerimônia religiosa aconteceu no Egito. O casal vivia no Rio de Janeiro. Em 22 de abril de 2020 veio a público anunciar seu divórcio, e também denunciá-lo por agressão. Quem a socorreu nesta ocasião foi sua grande amiga, Luiza Brunet. Superada essa história, Ísis informa que seu foco será a retomada da carreira.
Ativa nas redes sociais, onde conta com milhões seguidores, postando constantemente fotos de sua boa forma, trabalhos antigos e manifestando a vontade de receber convites para voltar à televisão ou teatro. 
Destaca-se no universo digital pela interação com os fãs, respondendo o máximo que consegue os recados deixados por seus seguidores: "A grande maioria escreve que quer me ver logo na televisão. Como não depende só de mim eu respondo carinhosamente um: Eu também quero. Morro de saudade" relata Ísis com bom humor.

## Filmografia

### Televisão
| Ano     | Título                 | Personagem                   | Notas                                |
| ------- | ---------------------- | ---------------------------- | ------------------------------------ |
| 1973–75 | Satiricom              | Várias personagens           |                                      |
| 1976–79 | Planeta dos Homens     | Várias personagens           |                                      |
| 1979    | Marron Glacê           | Modelo do desfile de toalhas | Participação Especial                |
| 1980    | Plumas e Paetês        | Biba                         |                                      |
| 1981    | Amizade Colorida       | Martinha                     |                                      |
| 1981    | O Amor É Nosso         | Gina                         |                                      |
| 1982    | Balança Mas Não Cai    | Várias personagens           | Participação                         |
| 1982    | Sol de Verão           | Beatriz Soares               |                                      |
| 1983    | Caso Verdade           | Regina                       | Episódio: "Uma Viagem Terrível"      |
| 1983    | Aplauso                | Apresentadora                |                                      |
| 1983    | Champagne              | Simone                       |                                      |
| 1984    | Vereda Tropical        | Fernanda Esteves Brito       |                                      |
| 1985    | Ti Ti Ti               | Ela mesma                    | Participação                         |
| 1985    | Roque Santeiro         | Rosaly                       |                                      |
| 1986    | Tele Tema              | Elisa                        | Episódio: "A Morte Chega na Véspera" |
| 1987    | O Outro                | Dodô                         |                                      |
| 1988    | Fera Radical           | Suzana Motta                 |                                      |
| 1989    | Que Rei Sou Eu?        | Lucy Laugier                 |                                      |
| 1989    | Xuxa Especial de Natal | Anja                         | Especial de fim de ano               |
| 1990    | Meu Bem, Meu Mal       | Maria Isabel Toledo (Mimi)   |                                      |
| 1992    | Você Decide            | Lia                          | Episódio: "Segredo de Família"       |
| 1993    | Você Decide            | Luciane                      | Episódio: "O Porteiro"               |
| 1994    | Você Decide            | Suzete                       | Episódio: "Morte em Vida"            |
| 1994    | 74.5: Uma Onda no Ar   | Isabel                       |                                      |
| 1996    | O Campeão              | Josefina Campello            |                                      |
| 1996    | Você Decide            | Marina                       | Episódio: "O Motim"                  |
| 1997    | Você Decide            | Ana                          | Episódio: "O Sósia"                  |

## Teatro
- 1981 - Sonho de Um Domingo de Verão
- 1992 - A sauna
- 1996 - Amor de Quatro l